# رادیک کوستانیان
رادیک بنیکی کوستانیان (ارمنی: Ռադիկ Բենիկի Կոստանյան؛ زادهٔ ۷ آوریل ۱۹۴۰) یک فیزیکدان و استاد اهل ارمنستان است.

## زندگی‌نامه
در ۷ آوریل ۱۹۴۰ در دیلیجان به دنیا آمد و از دانشگاه دولتی ایروان (۱۹۶۲) فارغ‌التحصیل شد. وی عضو فرهنگستان ملی علوم ارمنستان است. وی همچنین برنده جایزه رئیس‌جمهور جمهوری ارمنستان (جایزه پوغوسیان) (۲۰۰۹) شده است.

## یادداشت
1. ↑  ֆիզիկամաթեմատիկական գիտությունների դոկտոր